# Rolf-Gunter Dienst
Rolf-Gunter Dienst (* 18. November 1942 in Kiel; † 15. März 2016 in Baden-Baden) war ein deutscher Maler, Kunstkritiker, Buchautor und Publizist.

## Leben
Rolf-Gunter Dienst wuchs in Kiel auf. Mit 18 Jahren wurde er Mitherausgeber der Literaturzeitschrift Rhinozeros. Von 1960 bis 1965 publizierten er und sein Bruder Klaus-Peter die avantgardistische, experimentelle Kunst- und Literaturzeitschrift in ihrem eigenen Verlag. Die Gebrüder Dienst arbeiteten mit einem typografischen Stil, welcher der visuellen Poesie zugerechnet werden kann. Die Texte waren zu nicht immer lesbaren, handschriftlichen Text- und Wortbildern aufgelöst, bevor sich die Zeitschrift in den letzten Heften auf die Textvermittlung in einem Typewriter-Stil zubewegte. In der Zeitschrift wurde ausgiebig zeitgenössische US-amerikanische Literatur publiziert, darunter Texte von Henry Miller, Brion Gysin, William S. Burroughs und viele Dichter der Beat-Generation und der literarischen Bewegung San Francisco Renaissance.
Von 1965 bis 1991 war Dienst Redakteur der Zeitschrift Das Kunstwerk, die in Baden-Baden verlegt wurde und zu den „wichtigsten Publikationsorganen für die Kunstgeschichte der Modernen und der Gegenwart in Westdeutschland“ gehörte.
Zeitgleich entwickelte Dienst seinen eigenen künstlerischen Stil. Er war mit Bernd Berner, Klaus Jürgen-Fischer und Eduard Micus Mitglied der Künstlergruppe SYN (1965–1970). Nach mehreren nationalen und internationalen Gastdozenturen (New York 1966–68, Braunschweig 1969, Frankfurt/Main 1970, Sydney 1976–77, Stuttgart 1989–90) hatte Rolf-Gunter Dienst von 1992 bis 2008 eine Professur für Malerei an der Akademie der bildenden Künste Nürnberg inne.
Für seine Arbeit wurde er mehrfach mit Preisen und Stipendien bedacht. 1968 erhielt er den Villa-Romana-Preis, Florenz; 1971–1972 ein Stipendium an der Cité Internationale des Arts, Paris; 1979 den Villa-Massimo-Preis, Rom und 1982 den Preis Künstler in Baden-Baden der Gesellschaft der Freunde junger Kunst Baden-Baden. 1990 hielt er sich auf Einladung der Japan Foundation in Japan auf. 1991 wurde er mit dem Verdienstkreuz am Bande der Bundesrepublik Deutschland ausgezeichnet und 2007, gemeinsam mit Silvia Bächli, mit dem Hans-Thoma-Preis des Landes Baden-Württemberg geehrt.
Dienst lebte zusammen mit der Architektin Gunild Ober-Berg in Berlin und Kauffenheim (Elsass).

## Werk
Das künstlerische Werk Diensts, das sich der Konkreten Kunst zuordnen lässt, besteht aus Gemälden und Zeichnungen.
Wiederkehrendes Element seiner Malerei ist ein von ihm erfundenes, kalligrafisches Zeichen. Es wirkt wie ein Kürzel, bleibt jedoch inhaltlich leer. Sein Sinn besteht darin, als grafisches Emblem in den malerischen Prozess eingebunden und in variierenden Bewegungsformen aneinandergereiht zu werden.
Nach frühen monochromen Gemälden bestimmten polychrome Kompositionen sein Werk. Seit 1996 wurden sie von streng unterteilten, geometrischen Feldern dominiert. Als Impuls und assoziative Folie dienten literarische Werke, wie etwa „Undr“ von Jorge Luis Borges, Hundert Jahre Einsamkeit von Gabriel José García Márquez, die Gedichte von Seamus Heaney oder Herman Melvilles Moby-Dick. Dabei ging es Dienst nicht darum, die Texte zu illustrieren, sondern die von ihnen erzeugten Stimmungen in Bildsprache umzusetzen. Das Prinzip der Serie nutzte der Maler, um mit unterschiedlichen Farbkonstellationen zu experimentieren, während das kompositorische Grundkonzept der Bilder gleich blieb.
Parallel dazu zeichnete Dienst exzessiv. Seine Zeichnungen sind mit Bleistift oder Aquarellfarben ausgeführt. Frühe Zeichnungen, die 1976 nach einem Flug über das nördliche Buschland Australiens entstanden, waren von der Landschaft inspiriert. Später löste sich Dienst zunehmend von realen Vorbildern und entwickelte ein autarkes zeichnerisches Œuvre aus kleinteiligen Strukturen mit oft blasenförmigen, grafischen Binnenformen.
Als Maler und Zeichner war Dienst einer der prägenden europäischen Vertreter der Konkreten Kunst. Zugleich war er in den 1960er bis 1980er Jahren, vor allem in Deutschland, ein einflussreicher Kunsttheoretiker. Er war ordentliches Mitglied des Deutschen Künstlerbundes und nahm als solches zwischen 1964 und 1990 an insgesamt zwanzig DKB-Jahresausstellungen teil.

## Ausstellungen (Auswahl)
- 2016: Mein Gedicht heißt Farbe, MKM Museum Küppersmühle für Moderne Kunst, Duisburg
- 2016: Luce, Galerie Wittenbrink, München

- 2015/16: Rolf-Gunter Dienst – Frühe Bilder und Gouachen, Galerie Max Hetzler, Berlin; Rolf-Gunter Dienst: Primavera, Galerie Diehl, Berlin. Katalog.

- 2012: Kunstmuseum Bayreuth

- 2011: Malerei und Zeichnung, Galerieverein Leonberg e. V., Leonberg

- 2010: Macondo und andere schöne Bilder, Galerie Wittenbrink, München

- 2007: Moby Dick und andere, Galerie Wittenbrink, München

- 2006: Kunstmuseum Bonn

- 2005: Galerie Appel, Frankfurt/M.

- 2002: Staatliche Kunsthalle Karlsruhe

- 2001: Schleswig-Holstein Kunstverein in der Kunsthalle zu Kiel; Kunstmuseum Bayreuth

- 1998: Von der Heydt-Museum, Wuppertal

- 1996: Galerie Appel und Fertsch, Frankfurt/M.; Galerie Karin Fesel, Düsseldorf

- 1993: Museum der bildenden Künste, Leipzig; Galerie Defet, Nürnberg

- 1992: Museum am Ostwall, Dortmund
- 1970: Rolf Gunter Dienst, Galerie Lauter, Mannheim
- 1969 Wilhelm-Morgner-Preis für experimentelle Kunst 1969, Soest
- 1966: Syn: Bernd Berner, R.G. Dienst, Klaus Jürgen-Fischer, Eduard Micus, Marc Vaux, Galerie Margarete Lauter, Mannheim

## Sammlungen
- Kunsthalle zu Kiel
- Kunsthalle Mannheim
- Museum Morsbroich, Leverkusen
- Museum Pfalzgalerie Kaiserslautern
- Städtische Galerie Wolfsburg
- Wilhelm-Hack-Museum, Ludwigshafen
- Sammlung zeitgenössischer Kunst der Bundesrepublik Deutschland

## Publikationen (Auswahl)
Rhinozeros
- Klaus-Peter Dienst, Rolf-Gunter Dienst (Hrsg.): Rhinozeros, Nr. 1, Itzehoe 1960 – Nr. 10, Berlin 1965.
  - Rhinozeros, Nr. 5, Itzehoe 1961. Autoren: David Ball, W. S. Burroughs, Gregory Corso, Robert Creeley, Ed Dorn, Larry Eigner, Theodore Enslin, Allen Ginsberg, Piero Hieliczer, Anselm Hollo, Michael Horovitz, Dell Hymes, Robert Kelly, Jack Kerouac, Michael McClure, David Meltzer, Peter Orlovsky, Marc D. Schleifer, Gary Snyder, Gael Turnbull, Philip Whalen.
  - Spezial: Jean Dubuffet, Rhinozeros, Nr. 8, Itzehoe 1963

Bücher
- Rolf-Gunter Dienst, Pop-Art – eine kritische Information. Limes, Wiesbaden 1965.
- Rolf-Gunter Dienst, Positionen. Malerische Malerei – plastische Plastik. DuMont Schauberg, Köln 1968.
- Rolf-Gunter Dienst, Deutsche Kunst, eine neue Generation. DuMont Schauberg, Köln 1970.
- Rolf-Gunter Dienst, Noch Kunst. Droste, Düsseldorf 1970.
- Rolf-Gunter Dienst, Lindner. Hatje, Stuttgart 1970. Kunst Heute, Nr. 13.
- Rolf-Gunter Dienst, K. F. Dahmen. Das malerische Werk 1950 - 1972. Verlag GeraNova Bruckmann, München 1984.